# Minami Tori-shima
Minami Tori-shima (南鳥島 (Nam Điểu đảo)) còn được goi là Marcus Island trong tiếng Anh là một hòn đảo nằm biệt lập ở tây bắc Thái Bình Dương. Diện tích đảo là 1,2 km². Đây là nơi nóng nhất Nhật Bản. Đảo này là lãnh thổ cực đông của Nhật Bản, cách Tokyo 1.848 kilômét (1.148 mi) về phía đông nam. Hòn đảo khác của Nhật Bản gần nó nhất là Minami Iwo Jima thuộc Quần đảo Ogasawara, cách nó 1.267 kilômét (787 mi) về phía tây. Minamitorishima gần như nằm trên một đường thẳng nối Tokyo và Đảo Wake. Tuy nhiên hòn đảo gần nó nhất là các đảo phía đông quần đảo Maug thuộc Quần đảo Mariana, cách nó 1.015 km (631 dặm) về phía tây phía tây nam. Trên đảo có một sân bay.

## Lịch sử
Thuyền trưởng Arriola đã phát hiện ra đảo năm 1694.. Tuy nhiên nó chưa được ghi trên bản đồ cho đến khi được khám phá hơn nữa trong thế kỷ 19.

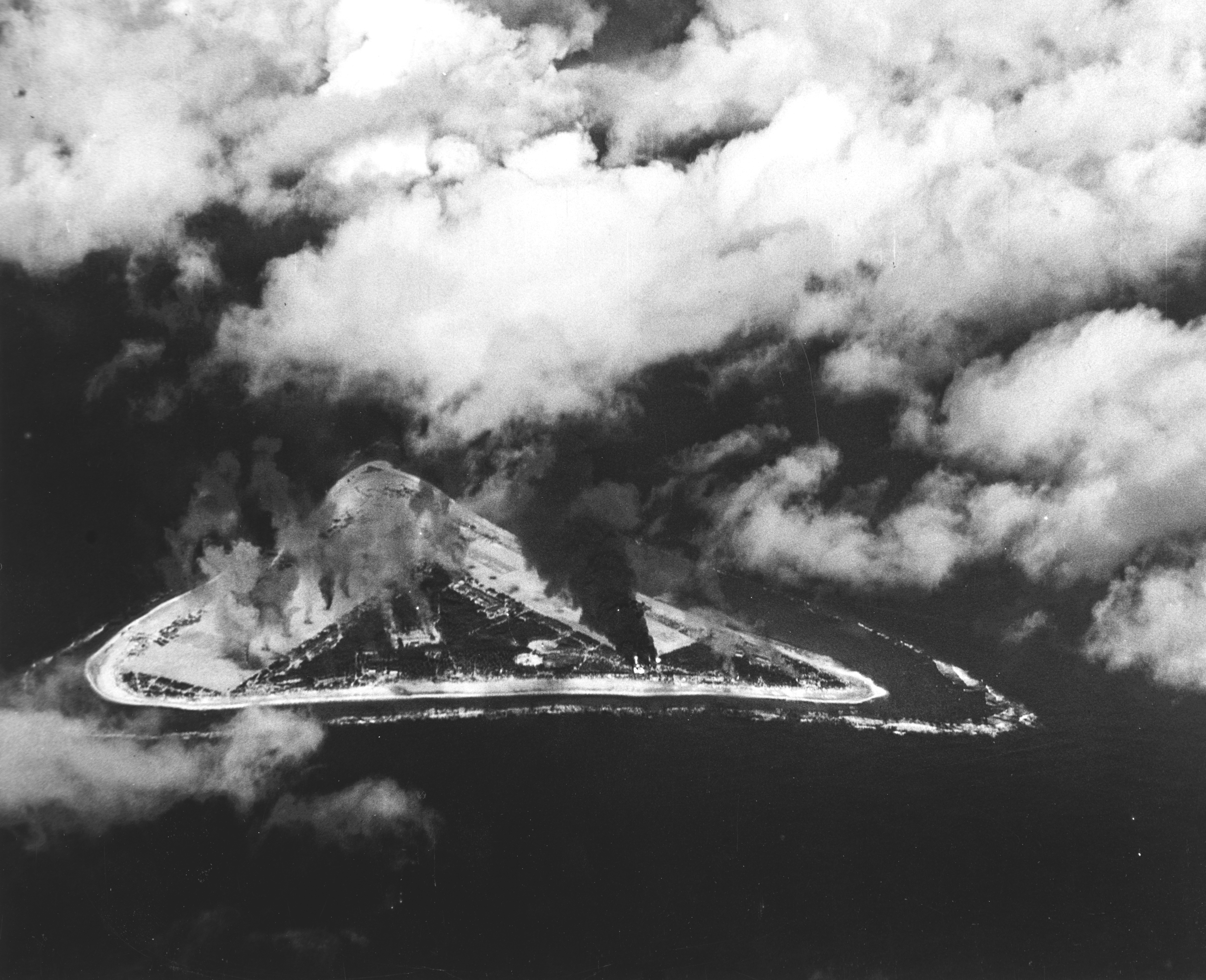
Ảnh Minamitorishima bị tấn công ngày 31 tháng 8 năm 1943.

Hòn đảo này là lần đầu tiên được đề cập vào năm 1864, khi được một tàu Hoa Kỳ khảo sát vào năm 1874, và lần đầu tiên được đổ bộ lên bởi Kiozaemon Saito năm 1879. Nhật Bản chính thức sáp nhập các đảo Ngày 24 tháng 7 năm 1898. Trong Chiến tranh Thế giới II đã có hơn 4.000 binh lính Nhật Bản đồn trú trên đảo, và Hải quân Mỹ tấn công đảo vào năm 1942  và trong năm 1943, nhưng không bao giờ cố gắng để chiếm được nó.
Về hành chính, đảo được coi là một phần của Làng Ogasawara, Tokyo.